# Stazione di Pescantina
La stazione di Pescantina è una fermata ferroviaria dismessa posta sulla linea Bolzano-Verona. Serviva il comune di Pescantina (VR). Dal nome della frazione comunale in cui è ubicato, lo scalo è anche noto come stazione di Balconi.

## Strutture e impianti
Il patrimonio edilizio consta di un fabbricato viaggiatori a due piani e due edifici di servizio posti rispettivamente a nord e a sud del suddetto.
Prospiciente la facciata esterna del fabbricato viaggiatori sorge il monumento agli ex internati, commemorante le tradotte che tra il 1945 fino al 1947 riportarono in Italia migliaia di internati militari, deportati civili e lavoratori sfuggiti alla morte nell'ex Terzo Reich.